# Arrondissement Port-de-Paix

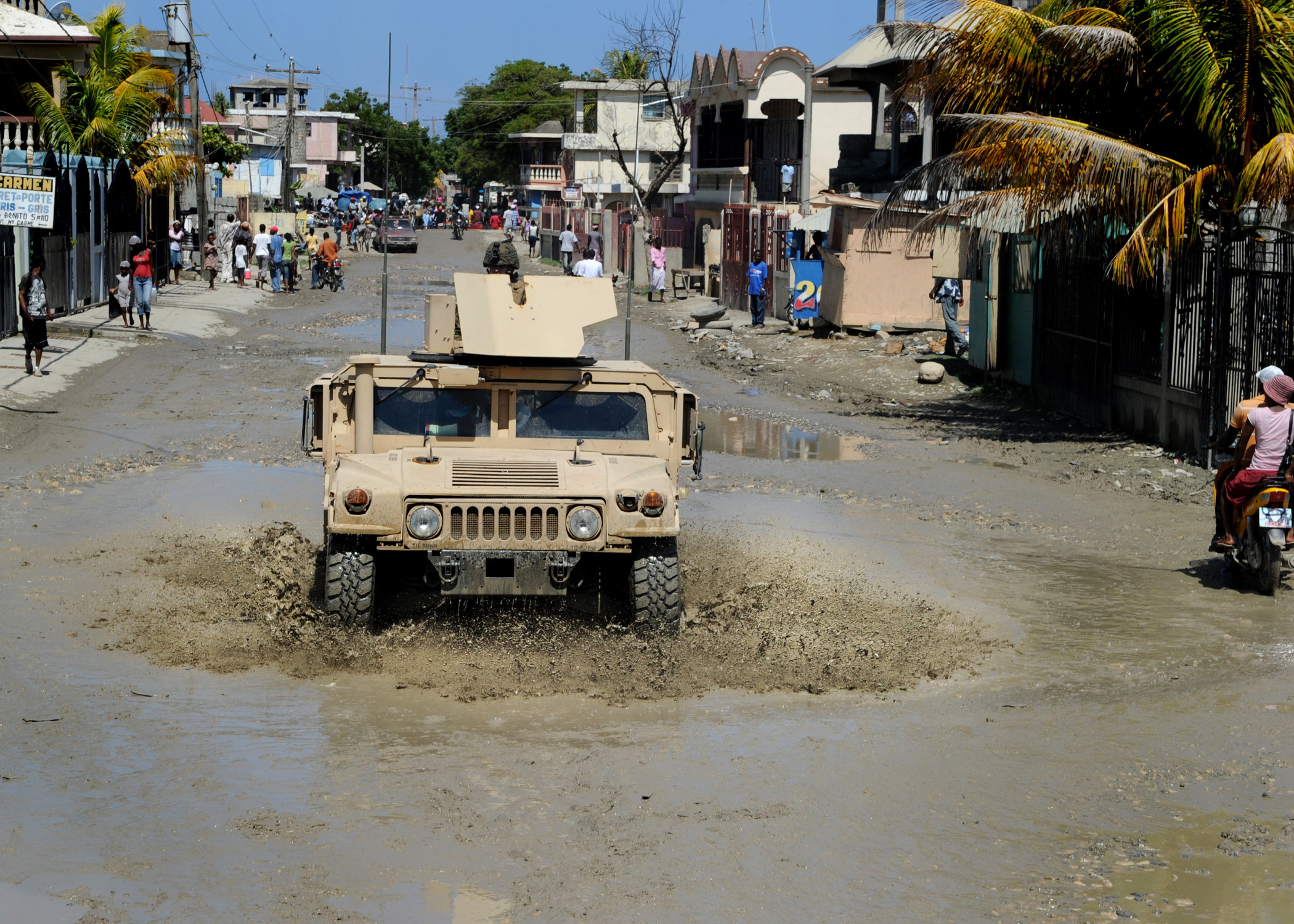
Straßenansicht von Port-de-Paix mit einem Fahrzeug der U.S. Marines nach schweren Überschwemmungen Im Jahr 2010

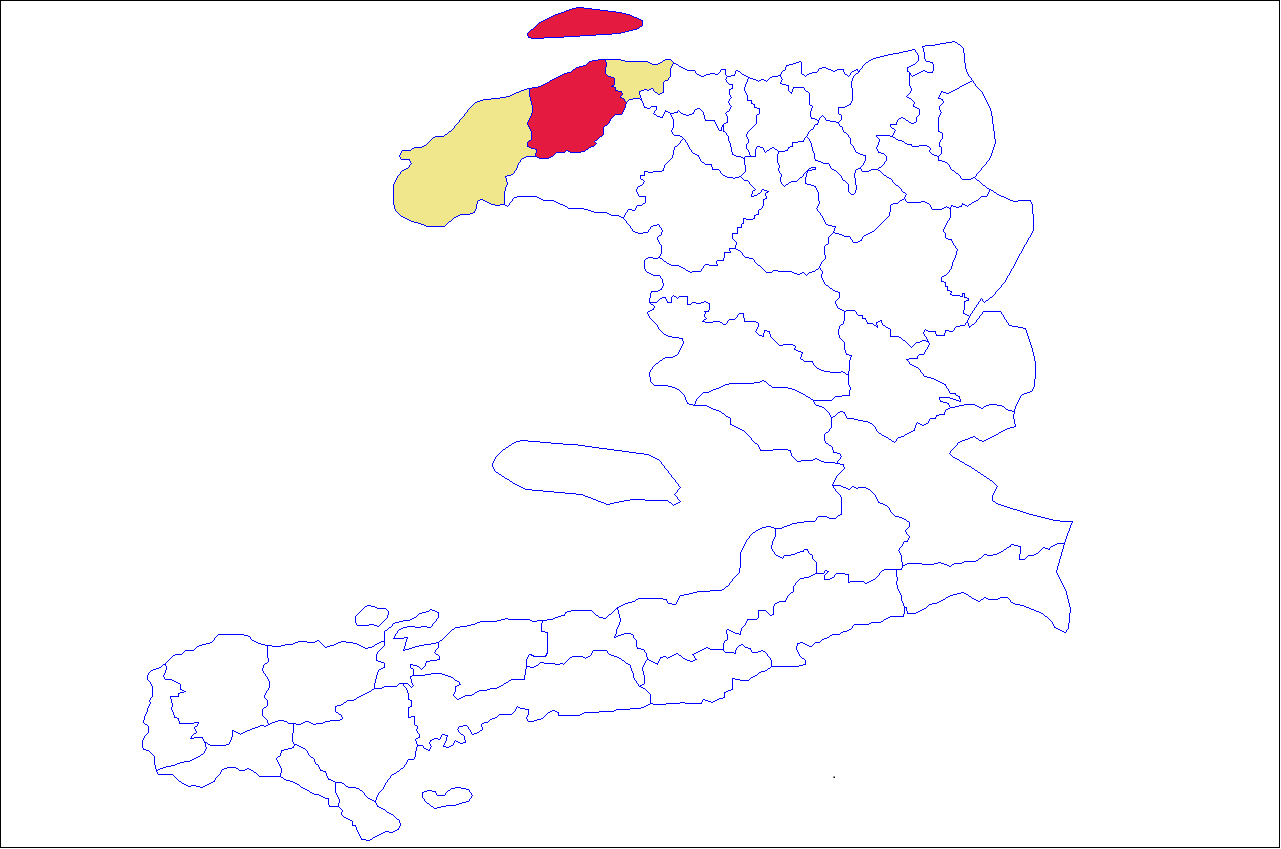
Lage des Arrondissements Port-de-Paix in Haiti und im Département Nord-Ouest

Das Arrondissement Port-de-Paix (haitianisch-kreolisch: Podpè) ist eine der drei Verwaltungseinheiten des Départements Nord-Ouest, Haiti. Hauptort ist die Gemeinde Port-de-Paix.

## Lage und Beschreibung
Das Arrondissement liegt zentral im Département Nord-Ouest. Es schließt die Île de la Tortue, die rund 10 Kilometer vor der Nordküste im Atlantischen Ozean liegt, ein.
Benachbart sind im Osten das Arrondissement Saint-Louis-du-Nord, im Süden das Arrondissement Gros-Morne und im Westen das Arrondissement Môle-Saint-Nicolas.
In dem Arrondissement gibt es vier Gemeinden:
- Port-de-Paix (rund 194.000 Einwohner),
- Bassin-Bleu (rund 33.000 Einwohner),
- Chansolme (rund 30.000 Einwohner) und
- Île de la Tortue (rund 39.000 Einwohner).

Das Arrondissement hat insgesamt rund 337.000 Einwohner (Stand: 2015).
Die Route Nationale 5 (RN-5; Port-de-Paix – Gonaïves) verläuft ebenso wie die Routes Départementales RD-151 und RD-152 (an der Küste) durch das Arrondissement und verbindet es mit dem Straßensystem Haitis.